# 游戏感
游戏感(Game feel) 是人们在玩电子游戏过程中体验到的实际综合感受。该术语的传播很大程度上归因于史特夫·斯溫克的书《游戏感：游戏操控感和体验设计指南》（Game Feel: A Game Designer's Guide to Virtual Sensation）。游戏感虽非有正式定义的术语，但是有许多明确的方式可以改善游戏感。游戏的各个方面（输入/Input、响应/Response、情境/Context、修饰/润色/Polish、隐喻/载体/Metaphor、规则/Rule）都可以进行优化，以便改善游戏感。